# Madison Lake (Minnesota)
Madison Lake est une ville américaine située dans le Comté de Blue Earth, dans le Minnesota. Selon le recensement de 2010, sa population est de 1 017 habitants.